# Gbégamey
Le quartier Gbegamey est situé dans le onzième arrondissement de Cotonou dans le département du Littoral au Bénin. Son nom lui vient du fait qu'à l'origine c'était un territoire entièrement couvert de hauts arbres et de palmeraies. Ainsi, l'appellation Gbégamey vient du fongbé « Gbé gaga mè » qui veut dire « dans la grande brousse »,,,,.

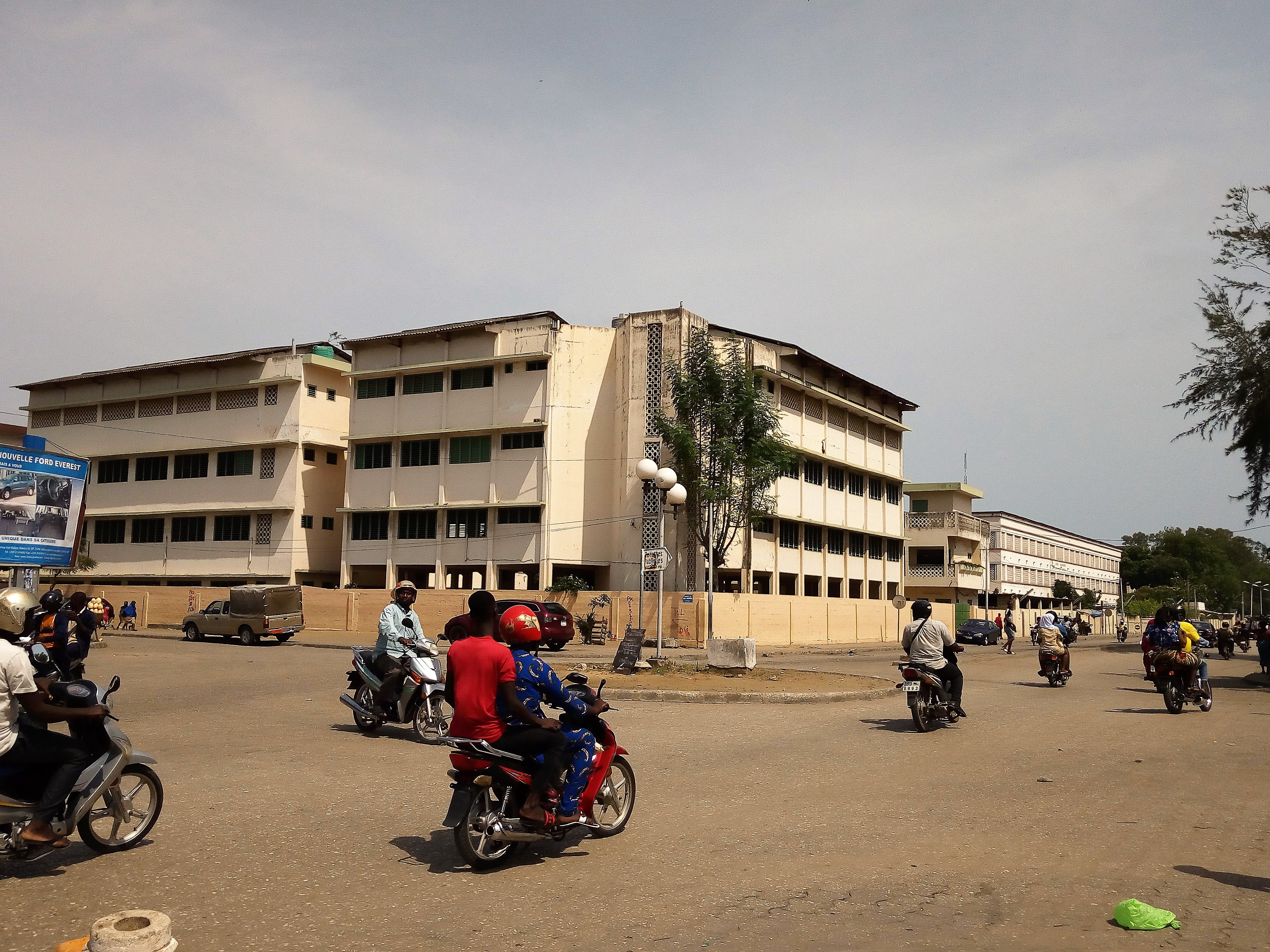
Vue de profil du collège Cours Secondaire Notre Dame des Apôtres à Gbegamey cotonou-Bénin

Gbégamey compte sept sous-quartiers notamment: Gbégamey-Ahito, Gbégamey-Ayidji-dodo, Gbégamey-Centre, Gbégamey-Gbagoudo, Gbégamey-Gbèdiga Saint Jean, Gbégamey-Gbèdiga 2 et Gbégamey-Mifongou qui sont chacun dirigé par un chef de quartier. À Gbégamey, il y a plusieurs établissements scolaires dont le Cours secondaire Notre Dame des Apôtres. C’est également là que se trouvent la Bourse du travail, la place Bulgarie ou l’École nationale d’économie appliquée et de management (ENEAM),,,'.
Selon un rapport de février 2016 de l'Institut National de la Statistique et de l'Analyse Économique (INSAE) du Bénin intitulé Effectifs de la population des villages et quartiers de ville du Bénin (RGPH-4, 2013), le quartier Gbégamey comptait 18833 habitants en 2013.

## Galerie de photos

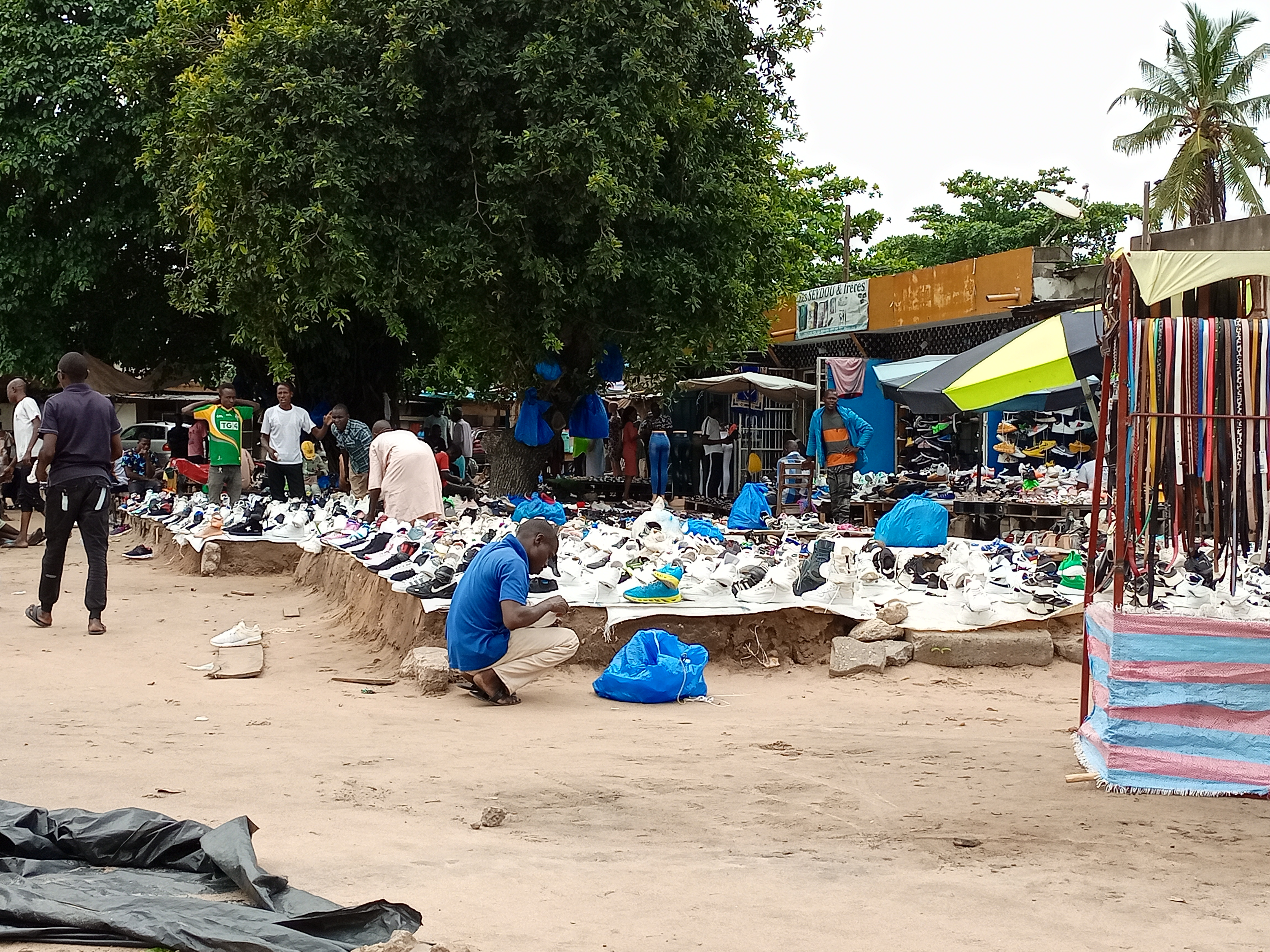
Marché des chaussures à Gbégamey
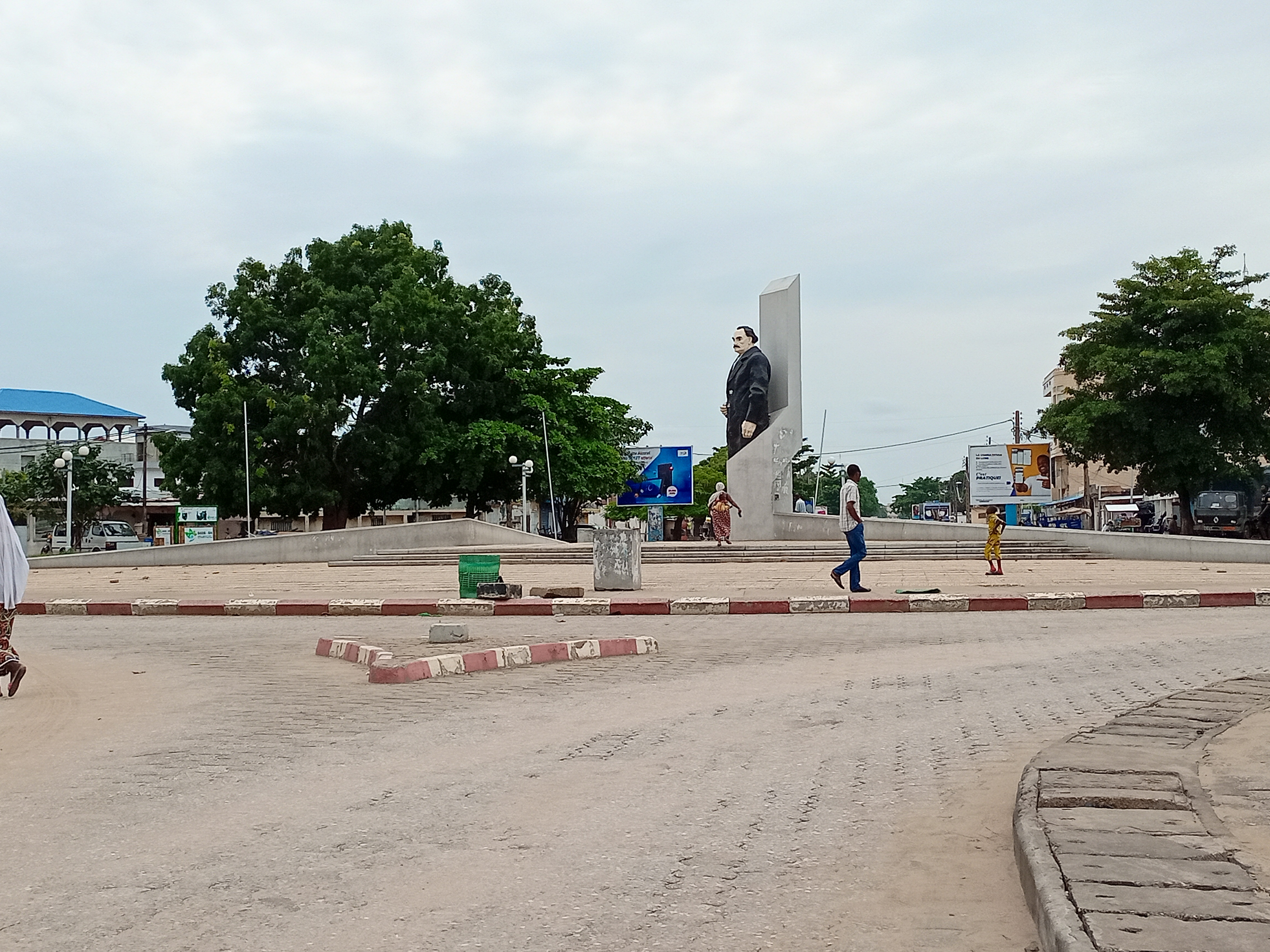
Place Bulgarie de  Gbégamey
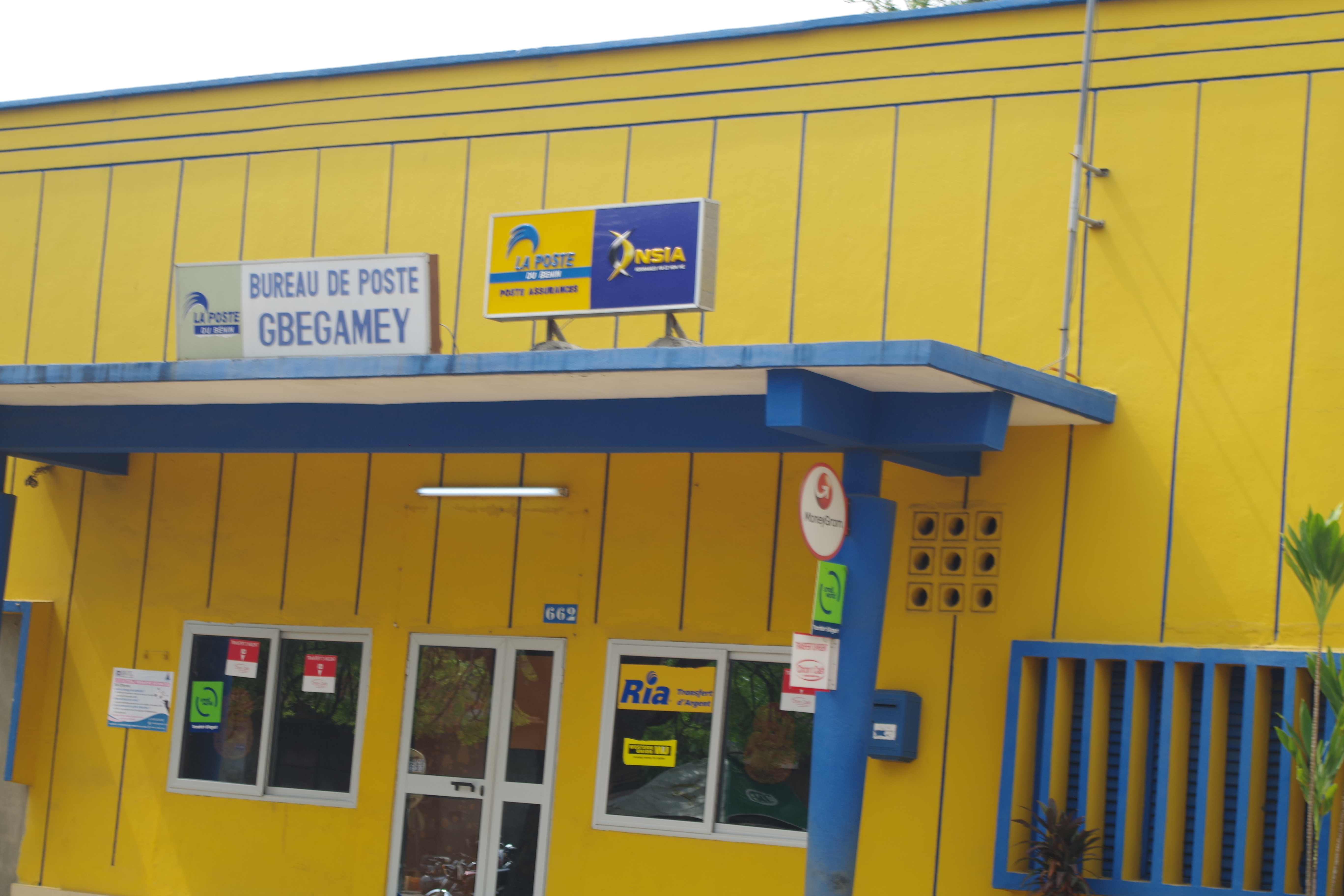
La poste de Gbegamey à Cotonou au Bénin